# NGC 6125
NGC 6125 est une galaxie elliptique située dans la constellation du Dragon. Sa vitesse par rapport au fond diffus cosmologique est de 4 837 ± 7 km/s, ce qui correspond à une distance de Hubble de 71,4 ± 5,0 Mpc (∼233 millions d'al). NGC 6125 a très probablement été découverte par l'astronome germano-britannique William Herschel en 1789.
À ce jour, cinq mesures non basées sur le décalage vers le rouge (redshift) donnent une distance de 69,520 ± 16,308 Mpc (∼227 millions d'al), ce qui est à l'intérieur des valeurs de la distance de Hubble.

## Trois entrées dans le New General Catalogue PGC 57812
Cette galaxie a aussi été observée par l'astronome américain Lewis Swift le 28 juin 1866 ainsi que quelques jours plus tard le 6 juillet sans se rendre compte qu'il s'agissait de la même galaxie. Ces deux observations ont été inscrites dans le catalogue de John Dreyer sous les désignations NGC 6127 et NGC 6128.
La découverte de PGC 57812 est généralement attribuée à William Herschel, quoique certaines sources soutiennent que Herschel a plutôt observé la galaxie PGC 57828 (NGC 6130) cette nuit-là. Les deux galaxies sont distantes de seulement 22 minutes d'arc. Cependant, il est difficile de croire que Herschel ait pu observer la galaxie la moins lumineuse (NGC 6130), sans avoir vu la plus lumineuse. Ainsi, presque tous sont d'accord pour attribuer la découverte de NGC 6125 (PGC 57812) à Herschel et celle de NGC 6130 (PGC 57828) à Lewis Swift.